# ماجراهای پینوکیو (فیلم ۱۹۹۶)
ماجراهای پینوکیو (به انگلیسی: The Adventures of Pinocchio) یک فیلم سینمایی در ژانر ماجراجویی فانتزی محصول سال ۱۹۹۶ میلادی که بر اساس رمان ماجراهای پینوکیو اثر کارلو کلودی و به کارگردانی استیو بارون است.

بازیگران اصلی این فیلم مارتین لاندو، جاناتان تیلور توماس، راب اشنایدر، اودو کیر، بی بی نیورتس، دیوید دویل و ژنویو بوژو می‌باشند.

## دنباله فیلم
قسمت بعدی این اثر سینمایی ۳ سال بعد با عنوان ماجراهای جدید پینوکیو (فیلم ۱۹۹۹) منتشر شد.